# عصية قيادة تشابهية

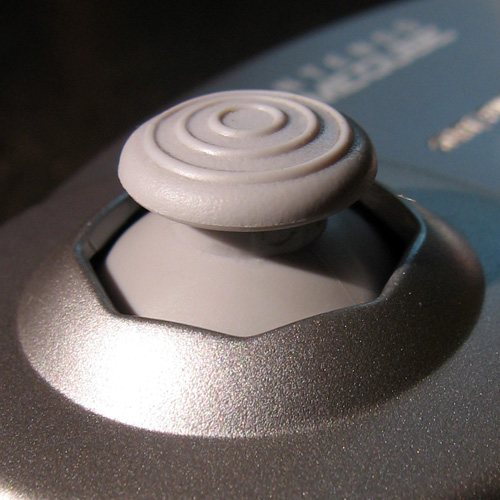
عصية لعب جهاز تحكم غيم كيوب.

عُصَيَّة قيادة تشابهية (بالإنجليزية: Analog Stick)‏ أو عُصَيَّة اللعب أو عُصَيَّة تشابهية ببساطة، هو جهاز إدخال جهاز تحكم (غالبًا ما يكون جهاز تحكم بألعاب الفيديو) الذي يستخدم لإدخال ثنائية الأبعاد. عصية اللعب هي نوع مختلف من عصا التحكم، تتكون من نتوء من جهاز التحكم؛ يعتمد الإدخال على موضع هذا البروز بالنسبة إلى موضع «المركز» الافتراضي. بينما تعتمد العصي الرقمية على التوصيلات الكهربائية الفردية للحركة (باستخدام ملامسات كهربائية رقمية داخلية لأعلى ولأسفل ولليسار ولليمين)، تستخدم عصي الللعب نشاطًا كهربائيًا مستمرًا يمر عبر مقاييس الجهد لقياس الموضع الدقيق للعصية ضمن نطاق حركتها الكامل. تجاوزت عُصَيَّة اللعب لويحة الاتجهات كثيرًا في كل من الشهرة والاستخدام في ألعاب فيديو المشغلات.

## الاستخدام في ألعاب الفيديو
كان الانتشار الأولي لعصي اللعب كأجهزة طرفية لألعاب محاكاة الطيران، لتعكس بشكل أفضل دقة التحكم المطلوبة لمثل هذه العناوين. خلال الجيل الخامس من أنظمة ألعاب الفيديو، أعلنت نينتندو أنها ستدمج عصية لعب في جهاز تحكم نينتندو 64 الشهير، وهي خطوة من شأنها أن تمهد الطريق أمام الشركات المصنعة الرائدة لأجهزة التحكم لاحقًا لتحذو حذوها.
غالبًا ما تستخدم عصية اللعب لتحريك بعض عناصر اللعبة، وعادة ما تكون الشخصية القابلة للعب. يمكن استخدامه أيضًا لتدوير الكاميرا، عادةً حول الشخصية. يمكن أن تخدم عُصَيَّة اللعب مجموعة كبيرة ومتنوعة من الوظائف الأخرى حسب اللعبة. اليوم يمكن أيضًا الضغط على العديد من عصي اللعب مثل أزرار الوجه التقليدية لجهاز التحكم، للسماح بمزيد من الوظائف. مع انتشار عصي اللعب، لم تعد القيود المذكورة أعلاه للويحة الاتجاهات مشكلة.

### عصي اللعب المزدوجة

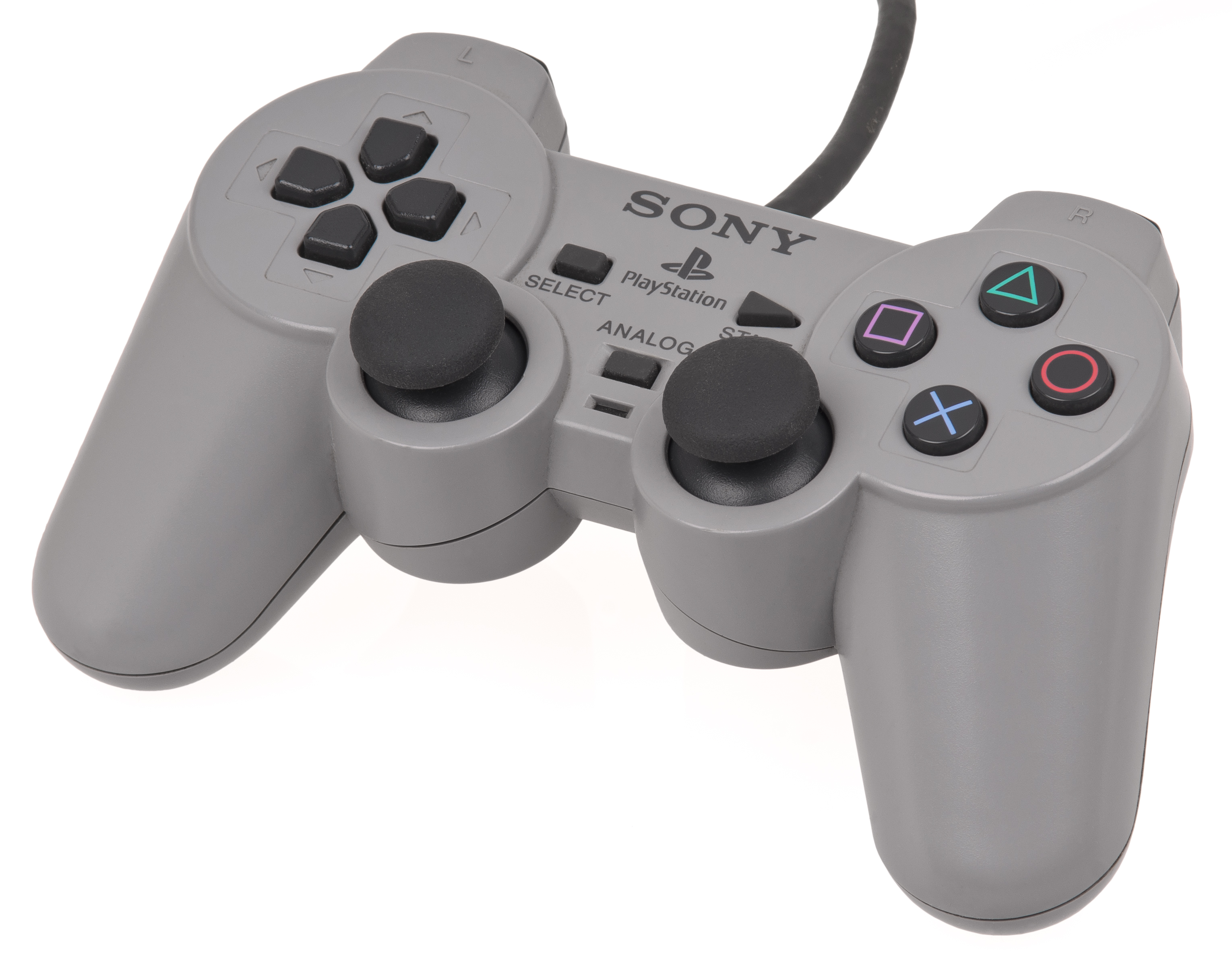
يتميز جهاز تحكم دول شوك (1997) بعصي لعب مزدوجة

يوفر اثنان من عصية اللعب وظائف أكبر من عصية واحدة. في بعض أجهزة التحكم بألعاب الفيديو الحديثة، تكون عصي اللعب"متداخلة"، بحيث توضع العصية اليسرى في أعلى يسار لويحة الاتجاهات بينما توضع العصية اليمنى على أسفل يسار أزرار الوجه. كل من أجهزة تحكم مايكروسوفت إكس بوكس (جهاز تحكم إكس بوكس، جهاز تحكم إكس بوكس 360 وجهاز تحكم إكس بوكس اللاسلكي)، وكذلك أجهزة تحكم نينتندو مثل غيم كيوب وسويتش (جهاز تحكم غيم كيوب، وجوي-كون المزدوج وجهاز تحكم نينتندو سويتش برو) استخدموا تخطيط عصي اللعب المتداخلة.
بدلاً من ذلك، تحتوي أجهزة التحكم الأخرى على عصي اللعب في تكوين متماثل مع لويحة الاتجاهات على موضع الإبهام الأيسر ومفاتيح الوجه في وضع الإبهام الأيمن، مع عصي اللعب أدناه وأقرب إلى المركز على كلا الجانبين. جميع أجهزة تحكم سوني بلاي ستيشن (جهاز تحكم دول أنالوغ، دول شوك، دول شوك 2، سيكس أكسيس، دول شوك 3، دول شوك 4 ودول سينس) استخدموا هذا التكوين، ما عدا جهاز تحكم بلاي ستيشن نظرًا لأنه لا يملك عصي لعب. يستخدم جهاز تحكم كلاسيك لمشغل وي أيضًا هذا التكوين. كان التكوين الأصلي لجهاز تحكم وي يو غيم باد يحتوي على «وسادات دائرية» تناظرية مزدوجة موضوعة بشكل متماثل فوق لويحة الاتجاهات وأزرار الوجه، ولكن أعيد تكوينها بحيث تحتوي على عصي لعب مزدوجة قابلة للنقر قبل عدة أشهر من إصدار النظام المخطط له. نُقِلَ هذا الإعداد أيضًا إلى جهاز تحكم وي يو برو.
مع أنواع مثل الحركة، وألعاب المغامرات، والمنصات، وإطلاق النار، تتحكم العصية اليسرى عادةً في حركة الشخصية بينما تتحكم العصية اليمنى في الكاميرا. أدى استخدام عصية لعب ثانية إلى تخفيف المشاكل في العديد من ألعاب المنصات السابقة، حيث اشتهرت الكاميرا بوضعها السيئ. لا تسمح العصية اليمنى بالتحكم بالكاميرا في ألعاب منظور الشخص الثالث فحسب، ولكنها ضرورية تقريبًا لمعظم ألعاب تصويب منظور الشخص الأول الحديثة مثل هيلو، حيث تتحكم في نظرة اللاعب وتصويبه، على عكس العصية اليسرى، التي تتحكم في تحرك اللاعب. في كاتاماري داماسي من نامكو وتوابعه، تُستخدَم كلتا عصي اللعب في وقت واحد للتحكم في شخصية اللاعب.
على الرغم من الاستخدام الواسع النطاق لعصي اللعب المزدوجة، فقد صُمِمَ عدد قليل من أنظمة ألعاب الفيديو الحديثة بدون عُصَيَّة لعب ثانية، وهو جهاز تحكم وي التقليدي (عصية اللعب توجد في ملحق نونتشوك الخاص بوي ريموت)، وبلاي ستيشن بورتبل من سوني ونينتندو 3دي أس. في حين أن ملحق جهاز تحكم كلاسيك التكميلي المذكور أعلاه من وي ودعم التوافق العكسي الأولي لجهاز تحكم غيم كيوب يسمحان بأنظمة تحكم مزدوجة العصية في بعض الألعاب، فإن افتقار بلاي ستيشن بورتبل الكامل إلى عصية لعب ثانية ولاحقًا افتقار 3دي أس لعصية اللعب الثانية مما جعلهما يُنتَقَدان كثيرًا. خليفة بلاي ستيشن بورتبل، بلاي ستيشن فيتا، تتميز بعصي اللعب المزدوجة. هو أول مشغل ألعاب فيديو محمول يقوم بذلك. أضافت عائلة مشغلات نيو نينتندو 3دي أس عصية لعب ثانية، تعرف باسم «C-Stick» إلى الجانب الأيمن من الجهاز.

### الوضع المحايد والانجراف
للعمل بشكل صحيح، يجب أن تؤسس عصية اللعب وضعًا محايدًا، وضعًا خاصًا وفريدًا يجب أن تحافظ عليه العصية على أن جهاز التحكم ستفسر على أنها توقف متعمد أو غياب للحركة داخل اللعبة. من الناحية المثالية، سيكون هذا هو مركز العصية عندما لا تُلمَس أو تُحَرَّك. عندما يُنَشَّط جهاز التحكم أو تشغيل النظام المتصل به، يصبح الوضع الحالي لعصيها (أذرعها) التشابهية هو الوضع المحايد المحدد. إذا تحُرِّكَت عصية اللعب التشابهية بعيدًا عن مركزها خلال فترة ما أثناء إنشائها، فإن الوضع المحايد سيتحول إلى مكان ما بعيدًا عن مركز العصية، مما يتسبب في قيام جهاز التحكم بتفسير الوضع الثابت للعصية على أنه داخل اللعبة الحركة، لأنها ليست الوضع الحيادي كما ينبغي. تسبب هذه الظاهرة، التي يطلق عليها عادةً الانجراف، تأثيرات غير مرغوب فيها على أسلوب اللعب، اعتمادًا على عناصر التحكم في اللعبة الحالية، مثل الحركة المستمرة لشخصية اللاعب في اتجاه واحد أو تميل كاميرا اللعبة نحو زاوية معينة بينما العصية المتأثرة غير متأثرة، ويمكن أن يُصَحَّح فقط عن طريق تنفيذ إجراءات معينة من شأنها استعادة الوضع المحايد لعصية اللعب التشابهية المتأثرة إلى مركز عصية اللعب التشابهية. بالنسبة لأجهزة تحكم نينتندو ذات عصي اللعب التشابهية، قد يتضمن ذلك الضغط باستمرار على مجموعة معينة من المفاتيح بينما لا تُلمَس عصي اللعب التشابهية المصابة.

## التاريخ

### عصي التحكم التشابهية
كانت أول مشغلم ألعاب للمستهلكين بها عصي تحكم تشابهية هي سلسلة برينزترونيك/آسيترونيك/إنترتون، التي أُصدِرَت في عام 1976. استُنسِخَ هذا النظام على نطاق واسع في جميع أنحاء أوروبا ومتاح تحت العديد من الأسماء التجارية. تستخدم كل من العصي زوجًا من مقاييس الجهد، لكنهما لم يتمحوران حول الذات.
في عام 1982، أصدرت أتاري جهاز تحكم مع عصا تحكم تشابهية قائمة على مقياس الجهد لمشغل ألعاب الفيديو المنزلي أتاري 5200. ومع ذلك، فقد ثبت أن تصميمه غير المتمركز لعصا التحكم كان صعبًا وغير موثوق به بسبب التسجيل، نفور العديد من المستهلكين في ذلك الوقت. خلال نفس العام، قدمت شركة جينيرال كونسومر إلكترونيكس مشغل فيكتريكس، وهو مشغل قائم على الرسومات الشعاعية يستخدم عصا تحكم تناظرية ذاتية التركيز.
في عام 1985، قدمت لعبة تصويب منظور الشخص الثالث وإطلاق النار على السكك الحديدية سبيس هارير من سيجا، والتي صدرت للصالات، عصا طيران تشابهية للحركة. يمكنها تسجيل الحركة في أي اتجاه وكذلك قياس درجة الدفع، والتي يمكن أن تحرك شخصية اللاعب بسرعات مختلفة اعتمادًا على مدى دفع عصا التحكم في اتجاه معين.
صدرت عصا ميسسون التشابهية من سيجا لمشغل ساترن في 29 سبتمبر 1995. في 26 أبريل 1996، أصدرت شركة سوني عصا تحكم تناظرية قائمة على مقياس الجهد لاستخدامها في ألعاب محاكاة الطيران. تتميز عصا تحكم بلاي ستيشن التشابهية بعصي لعب تشابهية مزدوجة واستخدم في ألعاب مثل ديسينت لتوفير درجة أكبر بكثير من الحرية من عصي التحكم الرقمية النموذجية في ذلك اليوم.